# Сражение при Торроэлье
Сражение при Торроэлье (исп. Batalla de Torroella) или сражение на реке Тер было битвой в рамках Войны за пфальцское наследство и произошло 27 мая 1694 года недалеко от Пуэнте-Майор в окрестностях Жироны, Каталония, Испания.
В 1694 году французский король решил предпринять усилия в Каталонии и поставил армию Катина в Пьемонте в оборону, оставив больше войск для испанского фронта. Вице-король Каталонии дон Хуан Мануэль Лопес Пачеко, маркиз Вильены, герцог Эскалоны, который также был главнокомандующим армией, разместил на берегах реки Тер практически все войска, которые он мог собрать, чтобы противопоставить сильному французскому экспедиционному корпусу во главе с французским маршалом герцогом Ноайем, который хотел захватить Жирону.
Обе армии были примерно одинаковой силы (20 000 пеших и 4—5 000 конных). Французские полки состояли в основном из ветеранов, в то время как в испанских войсках было очень большое количество новобранцев и недавно сформированных частей. Кроме того, французская армия превосходила по количеству артиллерийских орудий и огневой мощи, имея на вооружении хорошо обученных офицеров и расчеты. Испанская армия была разделена на три корпуса для охраны бродов у Верхеша, Ульи и Торроэльи. По словам испанского вице-короля, «вся наша армия состояла из 11 900 пехотинцев и 4 000 кавалеристов, всего 16 300 человек».
В предыдущие дни французы безуспешно пытались форсировать брод у Верже, а затем двинулись к Улья и Торроэлья-де-Монгри. 27 мая над берегами реки висел густой туман. Воспользовавшись этим, 2000 французских драгун и большое количество гренадеров незаметно переправились через реку у Торроэлья-де-Монгри и атаковали часть испанской пехоты, которая стояла открыто на позиции и одновременно подверглась обстрелу французской артиллерии с другого берега реки. После первого ружейного залпа испанцы бросились бежать. 
При известии о поражении на этом участке и из-за того, что большое количество французских войск перешло реку вброд и теперь выстроилось в боевом порядке, вся испанская армия пришла в замешательство и также бросились бежать. Кавалерия бежала вместе с арьергардом, пока не достигла Жироны. Французы, перейдя в наступление, захватили весь обоз и артиллерийские орудия.
Испанцы отчитались о своих потерях в 2931 человек. Согласно французским источникам, потери испанцев превысили 9000 человек, включая 2000 пленных, а их собственные потери составили около 500 человек.
Вице-король оставил часть войск в Жироне и двинулся с большей частью своей армии в сторону Барселоны, где он оставался весь июнь. 30 мая, через три дня после поражения испанцев на реке Тер, Ноай начал блокаду с суши и моря крепости Паламос, которая сдалась французам 10 июня. Жирона была взята 29 июня.